# 三越劇場
三越劇場（みつこしげきじょう、英語：Mitsukoshi Theater）は、三越日本橋本店の本館6階にある劇場である。

## 概要
収納できる座席数は最大514席で、1927年（昭和2年）に「三越ホール」という名称で開場。開場の当初は、歌舞伎や新劇の劇団興行が催されていて、古典芸能と大衆娯楽の復興に貢献した。第二次世界大戦中の一時閉鎖を経て、終戦翌年の1946年（昭和21年）から、施設名を「三越劇場」に改めたうえで営業を再開している。
「三越ホール」時代からの通算で開場90周年に当たる2017年（平成29年）には、加藤拓也が脚本と演出を手掛けた舞台作品『壁蝨』（だに）を上演。初演日（8月30日）時点での加藤の年齢は23歳8ヶ月で、正式な記録は残っていないものの、関係者によれば「当劇場で上演された作品の脚本家・演出家としては歴代最年少」とされている。

## 主な公演
定期的に行われている三越名人会や、三越落語会、毎年夏休みと冬休みに行われている劇団東少の三越夏休みファミリー劇場が行われている。

## ギャラリー

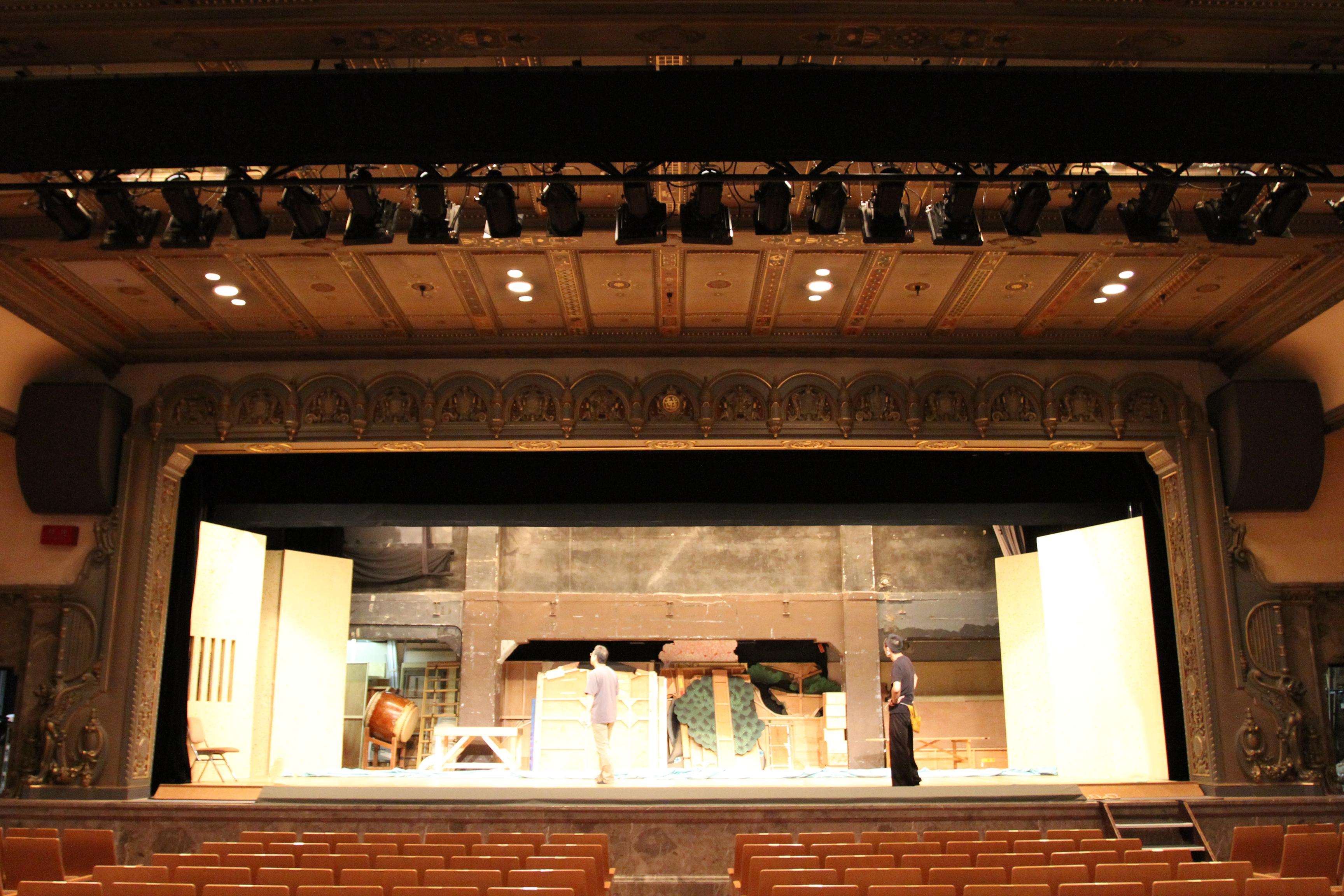
舞台
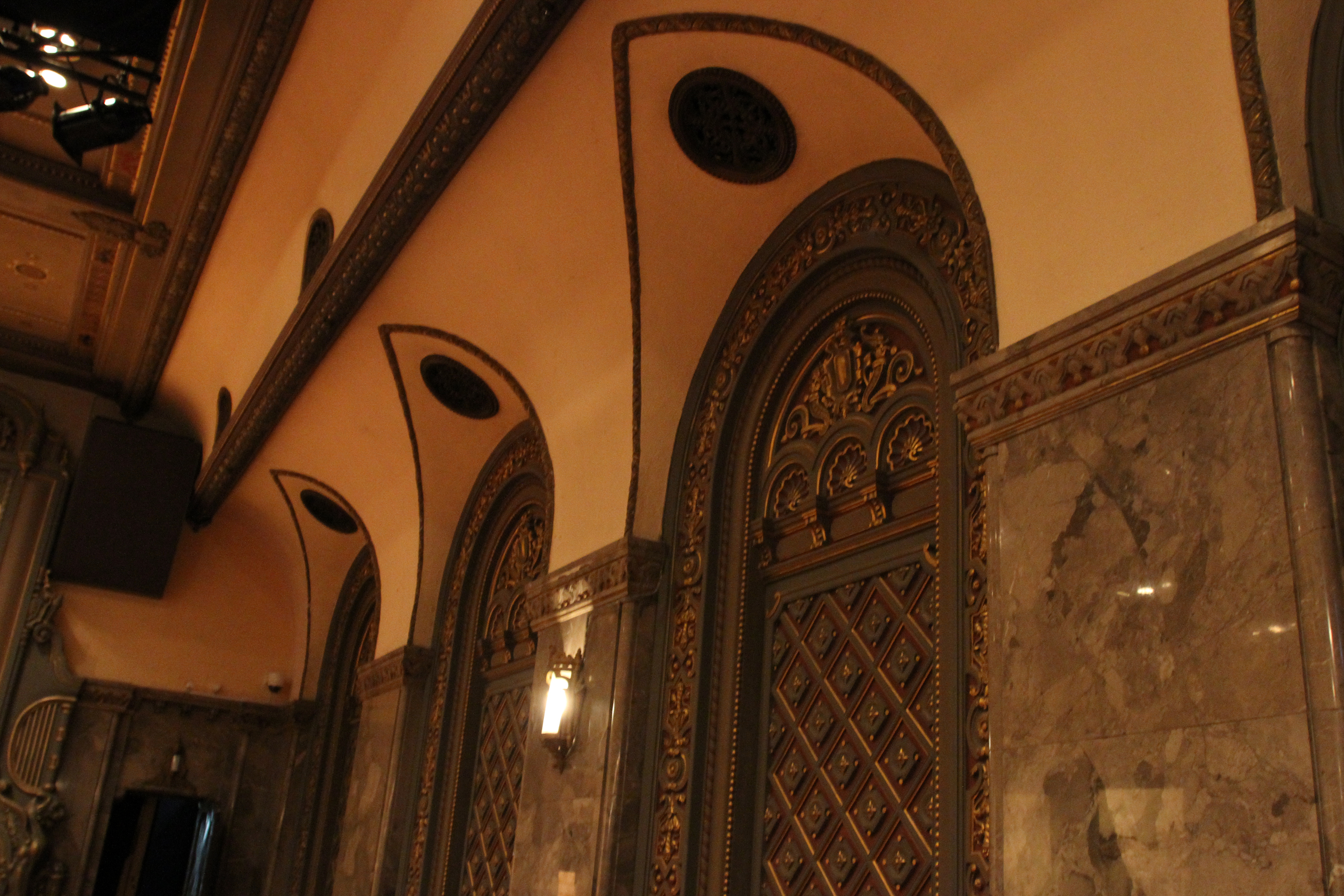
壁の装飾
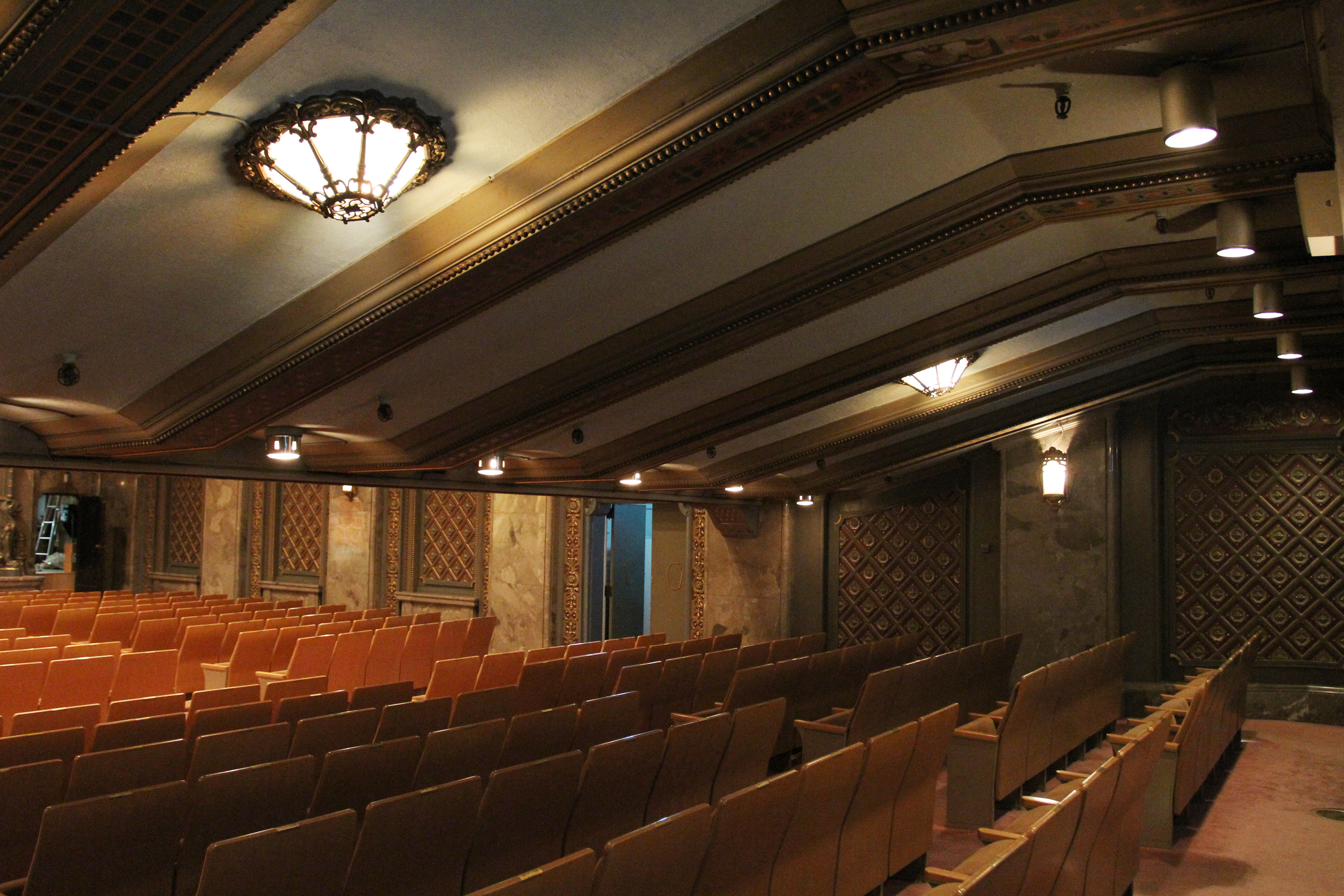
客席最後列より
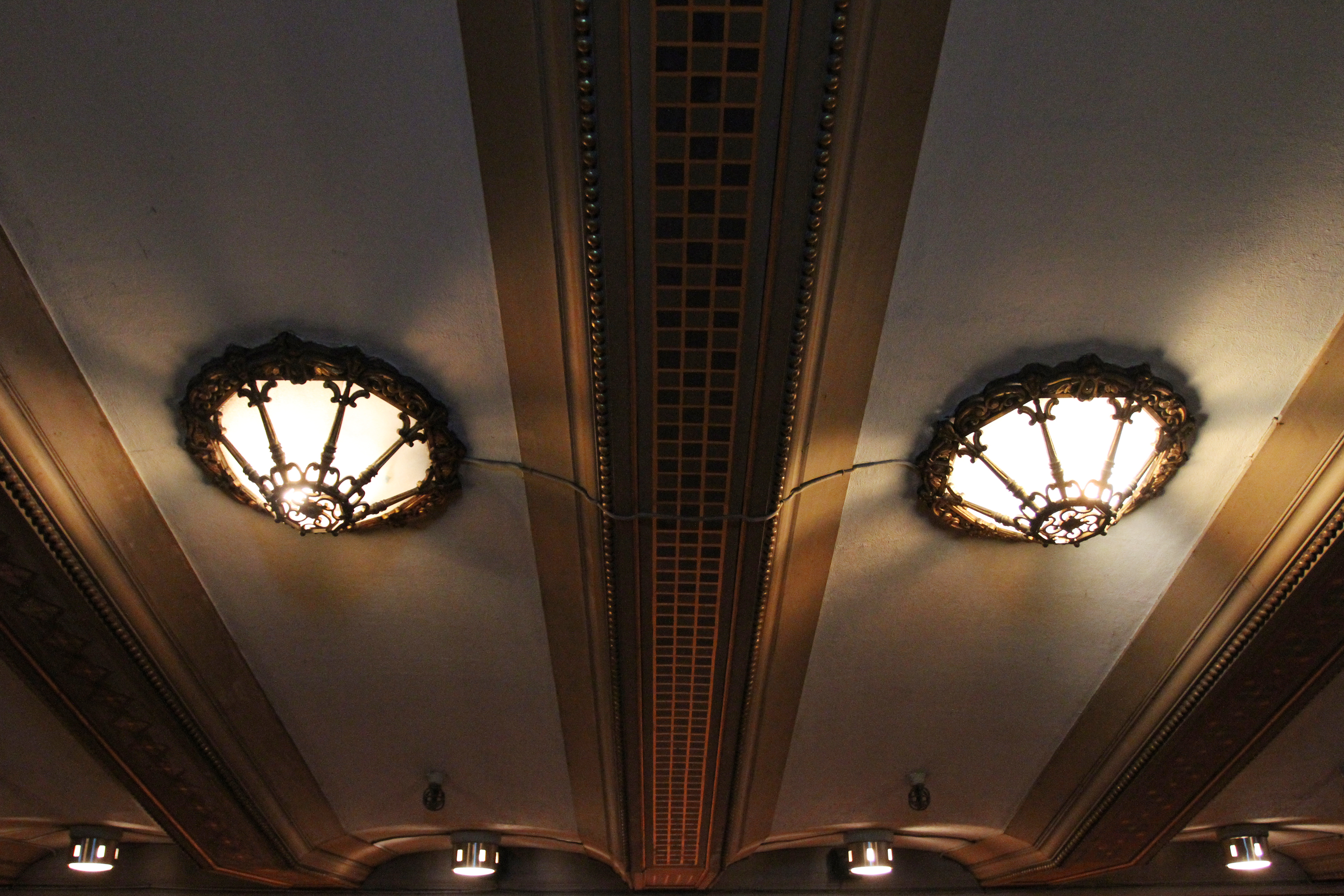
天井装飾
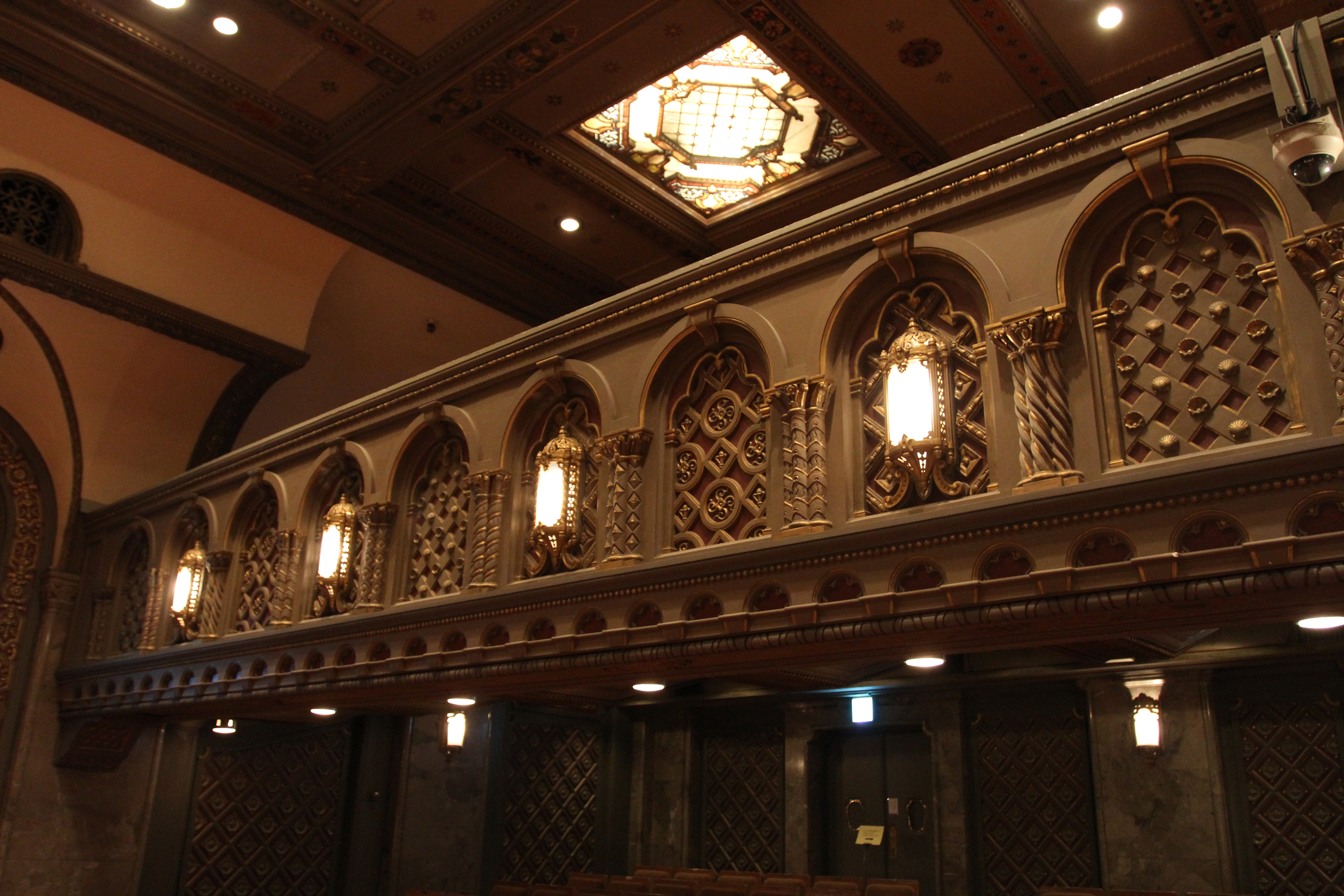
2階席を見上げる
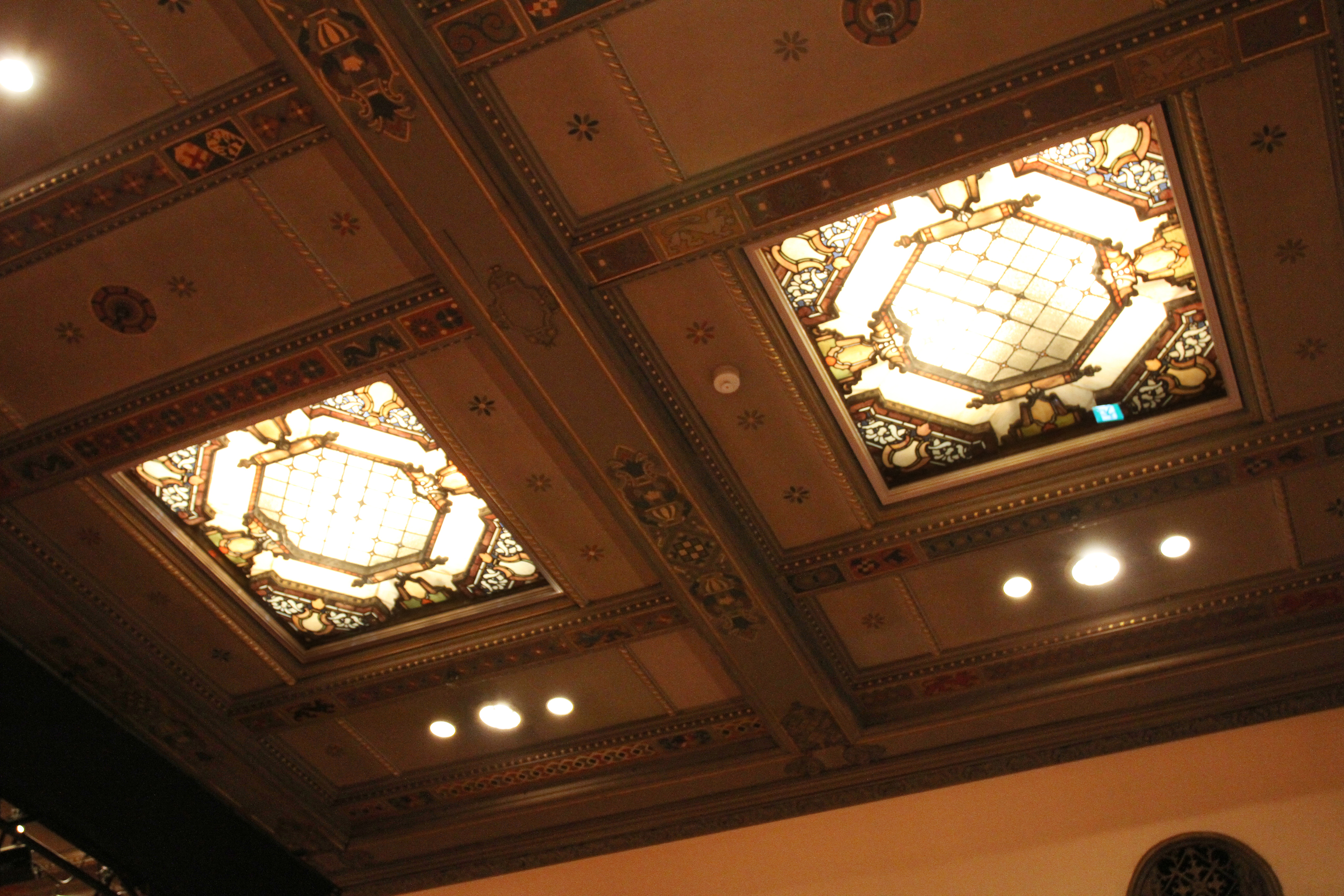
天井装飾
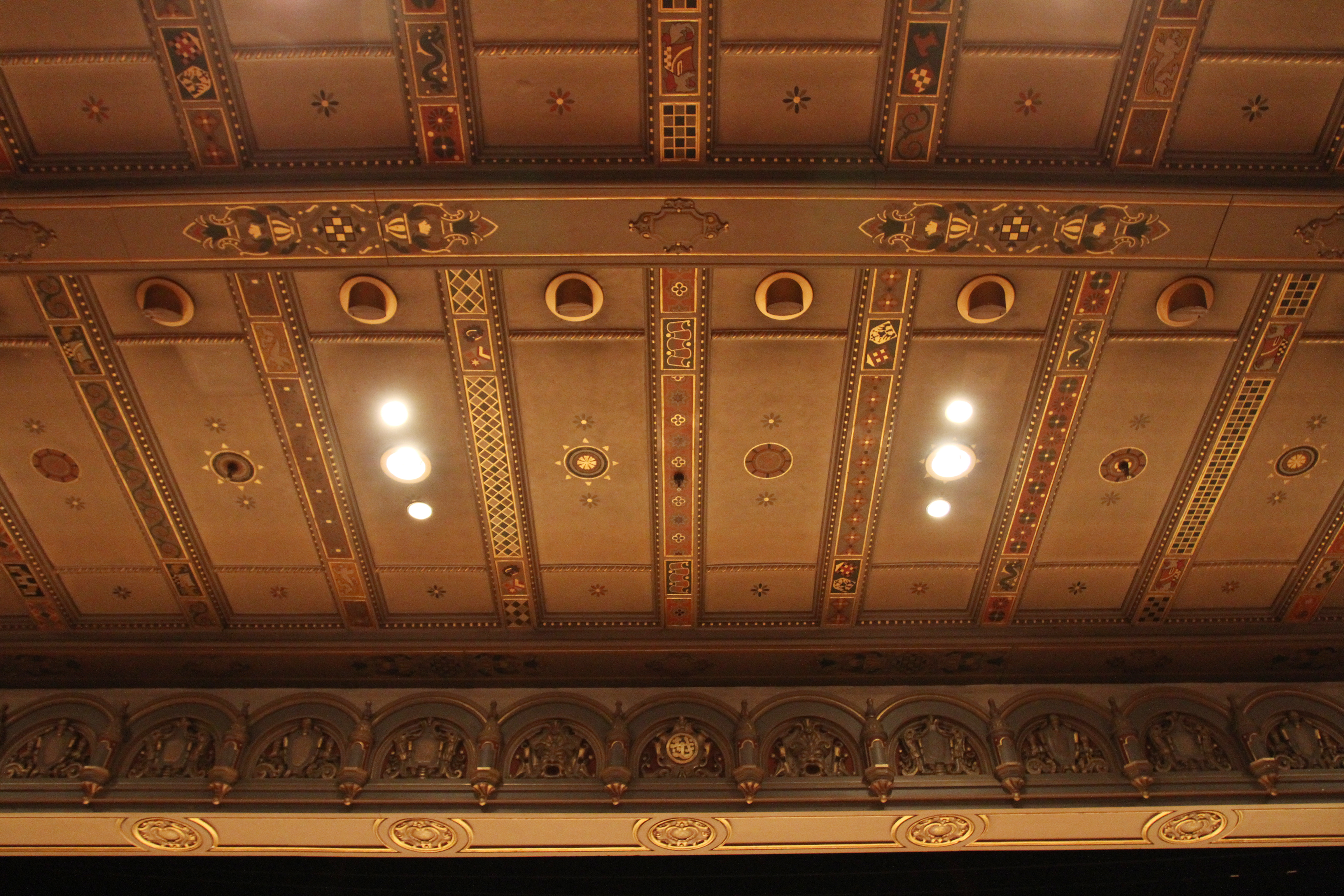
天井装飾
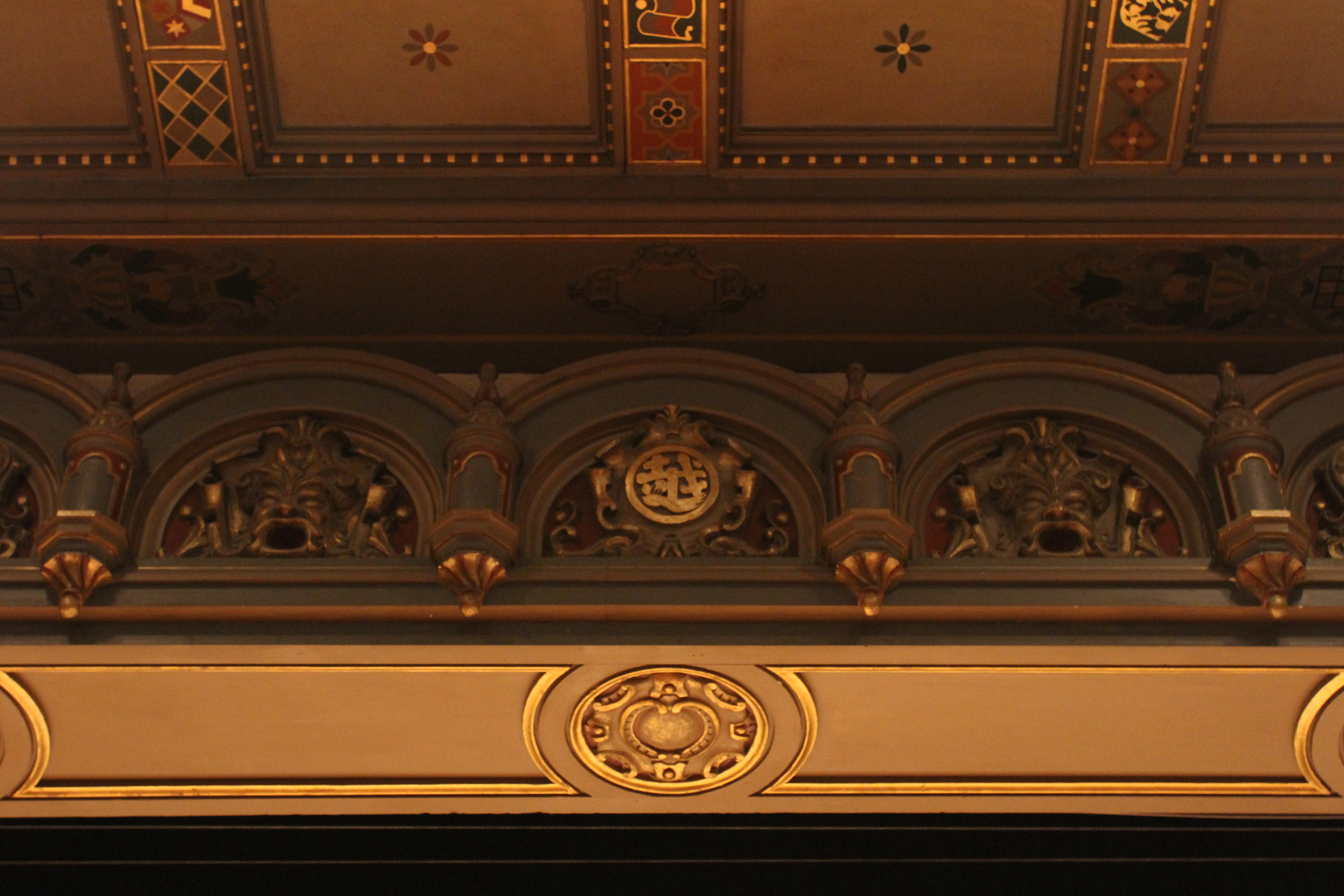
天井装飾
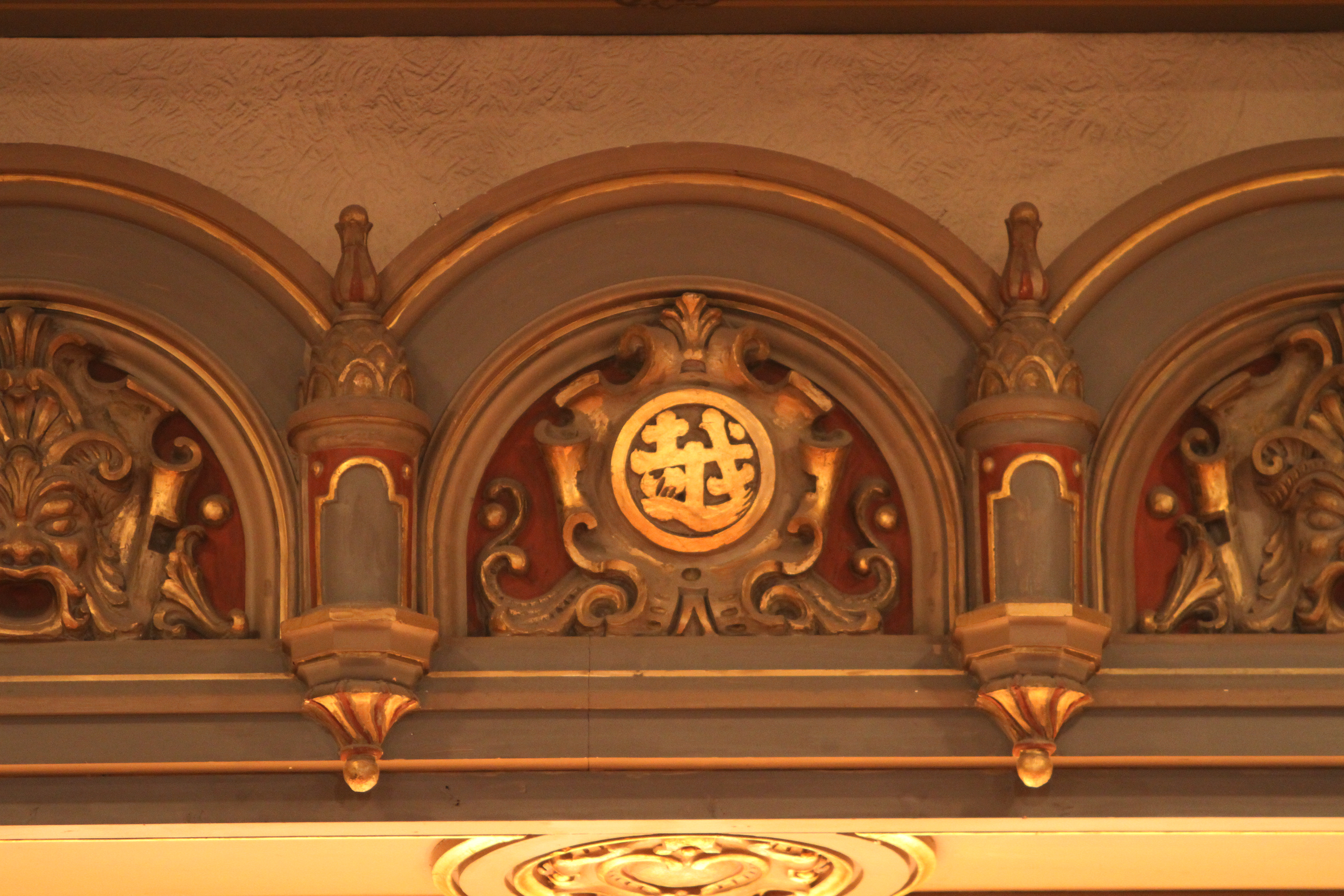
舞台正面、中央上部の三越マーク

## 三越大阪店内の「三越劇場」
三越は、かつて大阪市内で営業していた大阪店の旧館でも、同名の劇場兼映画館を運営していた。旧館は地下1階・地上8階の洋風建築で、1917年（大正6年）の営業開始当初から使用。館内の「三越劇場」では上方落語の高座なども催されていたが、1995年（平成7年）の阪神・淡路大震災発災を受けて旧館が解体されることに伴って、閉館を余儀なくされた。阪神・淡路大震災の震源（兵庫県の淡路島北部）から遠く離れているにもかかわらず、かねてから老朽化が進んでいた旧館の外壁に亀裂が入ったほか、館内の各階で水漏れなどが発生したことによる。
これに対して、三越は旧館の敷地内に平屋建ての新館を建設。この新館で1996年（平成8年）5月から大阪店の営業を再開した。もっとも、新館は劇場を併設しておらず、大阪店自体も2005年（平成17年）5月5日に閉店している。